# Kevin Giovesi
Kevin Giovesi (Rho, 8 de novembro de 1993) é um automobilista italiano. Ele disputou as quatro primeiras etapas da temporada da GP2 Series de 2013 pela equipe Venezuela GP Lazarus e a última etapa da temporada de 2014 pela Rapax.